# Aşçıbekirli
Aşçıbekirli ist ein Ortsteil (Mahalle) im Landkreis Pozantı der türkischen Provinz Adana mit 878 Einwohnern (Stand: Ende 2024). Im Jahr 2011 hatte der Ort 898 Einwohner.